# Psapharochrus pereirai
Psapharochrus pereirai är en skalbaggsart som först beskrevs av Prosen och Lane 1955.  Psapharochrus pereirai ingår i släktet Psapharochrus och familjen långhorningar. Inga underarter finns listade i Catalogue of Life.